# Camila Bezerra
Camila Bezerra (26 de octubre de 1996) es una deportista brasileña que compite en taekwondo. Ganó una medalla de plata en el Campeonato Panamericano de Taekwondo de 2018 en la categoría de –46 kg.

## Palmarés internacional
| Campeonato Panamericano | Campeonato Panamericano  | Campeonato Panamericano | Campeonato Panamericano |
| Año                     | Lugar                    | Medalla                 | Categoría               |
| ----------------------- | ------------------------ | ----------------------- | ----------------------- |
| 2018                    | Spokane (Estados Unidos) | Medalla de plata        | –46 kg                  |